# 江村超
江村 超（えむら たかし、1941年(昭和16年)7月19日 - ）は、機械工学・メカトロニクスを専門とする日本の研究者、教育者。東北大学名誉教授。吸振フライホイール、二相PLLによるサーボモータ制御、非円形歯車を加工できるNCホブ盤の開発、三半規管にヒントを得た角速度センサ、倒立振子や動的二足歩行ロボットの制御などで実績を残した。工学博士（東北大学、1969年）。2021年瑞宝中綬章受章者。

## 来歴・人物
江村は1964年に東北大学工学部精密工学科を卒業。1966年には同大学大学院精密工学専攻修士課程を修了し、博士課程に進学する。この間、熱力学や流体力学を専門とし、沈降塔による液体噴霧の粒度分布測定法の研究によって1969年に工学博士の学位を取得する。1969年4月より横浜国立大学工学部機械工学科講師に就任。研究では大型船舶用エンジンの熱伝達などを研究。
1971年からは東北大学に戻り、精密工学科の講師に着任。江村はマイコンを勉強し、
教授の酒井高男と倒立振子や二足歩行ロボットの研究を開始する。1972年には円弧状の足裏を持つ膝のない二足歩行ロボットで、動的な歩行を実現する。さらに半規管が角速度受容体であると突き止め、流体を利用した角速度センサ（ジャイロスコープ）を製作したが、二足歩行ロボットは見向きもされず、1974年頃に学会発表した半規管の研究成果もまともに取り扱ってもらえなかったと述懐している。さらに江村の学内における風当りも強くなり、半規管の研究も進められなくなったという。なお、上体駆動や車輪式の倒立振子の安定化制御も実現。倒立振子はかなりの台数が製作されたと言われており、教え子の熊谷正朗にも影響を与えた。
1980年代より、江村は工作機械方面ではサーボ制御や非円形歯車を加工するNCのホブ盤の研究に取り組む。歯切りに伴う周期的な振動を抑えるため、吸振型のフライホイールを開発。これはローターとフライホイールの間にシリコンオイルを満たしたもので、NC歯車研削盤にも改良版が用いられた。さらに二相PLLによるサーボモータ制御技術なども開発し、高精度な非円形歯車の加工を実現。江村の技術は注目を集め、企業との共同研究も盛んになったという。これにより、ロボット関連の研究を行う資金的余裕ができたと述懐している。
この間、江村は精密工学科の助教授を経て1985年に教授へ昇進。さらに1989年にオハイオ州立大学に半年間ほど滞在する。この時、カーネギーメロン大学の自動操縦自動車を目にし、帰国後に江村も研究を開始。非円形歯車を自動操縦車のステアリングに応用している。これはヴァーチャル・リアリティによるドライビングシミュレータにも発展し、そのための磁気式モーションキャプチャーも開発している。また、二足歩行ロボットの研究についても、熊谷正朗（博士課程、助手）や玄相昊（助手、講師）らを中心に、研究が進められた。熊谷は不整地移動のためのセンサや制御技術について研究し、玄は高速な「2足走歩行」について研究を深めた。
なお、江村は大学院工学研究科 機械電子工学専攻、バイオロボティクス専攻と所属が変わった後、2005年3月に定年退職。同年4月から東北文化学園大学科学技術部 応用情報工学科 教授に就任する。2015年時点で科学技術部 知能情報システム学科 客員教授。2021年秋には瑞宝中綬章を受章した（受章時の肩書は東北大学名誉教授）。

## 受賞・栄典

### 主な受賞歴
- 1989年 - 第32回（1989年）日刊工業新聞社十大新製品賞[34][注 1]
- 1990年 - 第11次（平成元年度）工作機械技術振興賞（論文賞）[38][注 2]
- 2000年 - 1999年度 日本機械学会賞（論文）[39][注 3]

### 栄典
- 2021年 - 瑞宝中綬章[16][11]

## 主な著作

### 学位論文
- 『沈降塔による液体噴霧の粒度分布測定法に関する研究』東北大学〈博士論文（甲第1082号）〉、1969年3月25日。博士論文審査要旨 hdl:10097/8909

### 著書
- 『メカトロニクス入門』 日刊工業新聞社、1981年3月。ISBN 4-526-01479-6。

### 解説
- 「歯車加工とサーボメカニズム」『計測と制御』第23巻第4号、1984年4月、 345-352頁。
- 「機械制御におけるメカトロニクス」『日本機械学会誌』第88巻第799号、1985年6月、 603-608頁。
- 「不等速運動動力伝達機構」『精密工学会誌』第60巻第10号、1994年10月、 1422-1427頁。
- 「超高速NC歯車研削盤」『日本機械学会誌』第97巻第912号、1994年11月、960頁。
- 「ロボット研究こぼれ話 ― 早すぎた研究，三半規管の機能 ―」『木這子（東北大学附属図書館報）』第28巻第102号、2003年6月、 3-7頁。
- 「メカトロニクス機器のための新しいセンサ技術」『システム/制御/情報（システム制御情報学会誌）』第48巻第4号、2004年4月、 125-130頁。
- 「倒立振子から始めた動的2脚ロボットの開発」『日本ロボット学会誌』第23巻第4号、2005年5月、 418-421頁。- 玄相昊との共著
- 「窮して生まれた私のアイデア ― NC歯車加工機の開発を中心にして ―」『東北文化学園大学科学技術学部年次報告』第7巻、2006年4月、 101-106頁。